# Matamosques
 Per al fong micorrizogen, vegeu Amanita muscaria. 

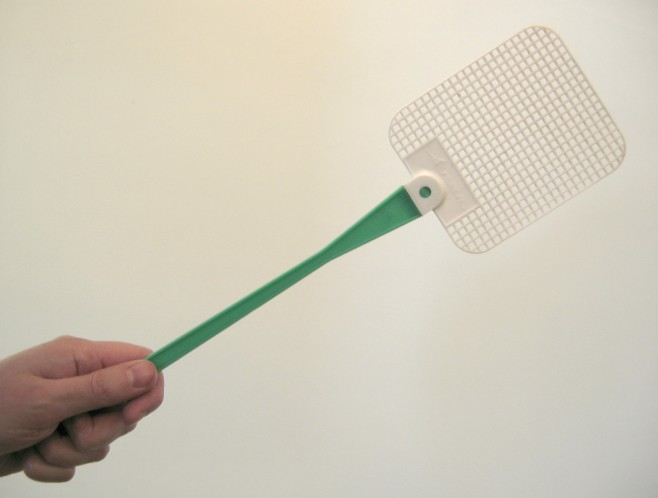
Matamosques.

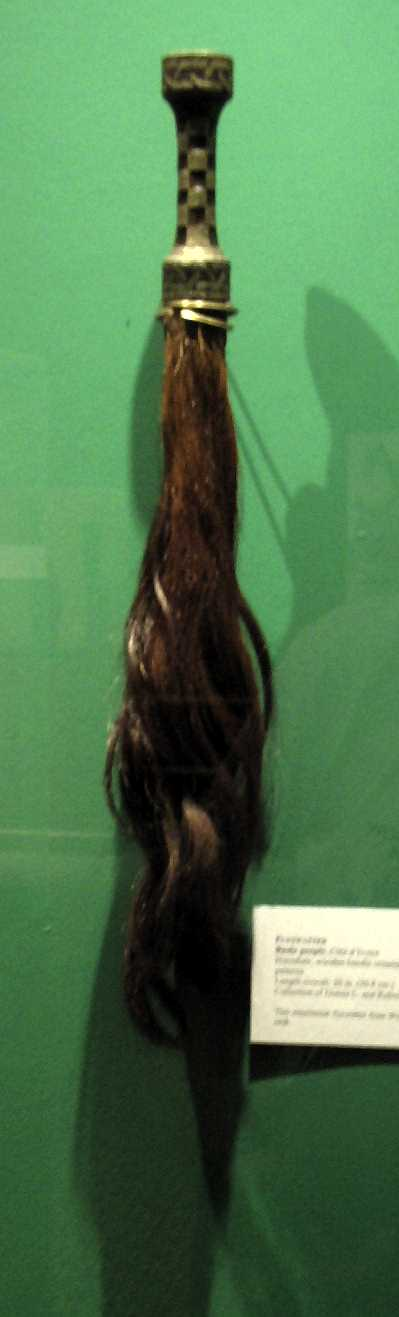
Matamosques africà fet amb una crinera de cavall i mànec de fusta.

Un  matamosques  és un instrument manual per colpejar amb força mosques i altres insectes.

## Descripció
El matamosques modern consisteix generalment en un quadrat petit (generalment d'uns 10 centímetres) de material lleuger i flexible amb reixetes, generalment de goma o plàstic lleugers, unit a una pala o filferro lleuger d'uns 30 centímetres de llarg.
La pala de reixetes permet que el matamosques es mogui més ràpidament a través de l'aire, fent més fàcil colpejar a un blanc ràpid com és una mosca. Les reixetes també permeten que el matamosques pugui acostar prou a la mosca abans de ser detectat per aquesta, car les mosques poden detectar el canvi en la pressió de l'aire causat per un objecte sòlid acostant-se. Gràcies a aquesta reixeta, el matamosques aconsegueix aproximar-prou a la mosca perquè quan aquesta pugui detectar per la vista o mitjançant el canvi de pressió de l'aire ja sigui massa tard per escapar.